# Masoveria
|  | «Masover» redirigeix aquí. Vegeu-ne altres significats a «Mas de Barberans». |

El contracte de masoveria  (també aparceria) és aquell pel qual el propietari d'una finca rústica encarrega a una persona física (masover, també parcer) l'explotació agrícola de la finca a canvi d'un percentatge en els resultats i que porta annex un dret d'habitació a favor del masover sobre un immoble situat a la finca, també anomenada «masoveria».
Hi ha contractes que no inclouen l'explotació agrícola (perquè no existeix) i es limita a la vigilància de la finca i altres serveis (P.E.: fer de jardiner, cuiner, xòfer, etc..)

## Legislació espanyola
Segons la legislació espanyola, ha de constar per escrit. Això no obstant, segons la jurisprudència aquest requisit no obsta la seva validesa, i atès que és una institució jurídica d'arrelament tradicional, la seva formalització verbal sol donar-se. Es pot dir que cada regió espanyola té una espècie concreta de conveni. La més esmentada és probablement la masoveria del camp català.

## Història
Històricament aquesta figura s'ha utilitzat més en aquells territoris on l'explotació agrícola directa era menys rendible. Mitjançant la masoveria, per tant, el latifundista s'ha assegurat el màxim rendiment possible de les seves possessions mitjançant l'atomització de la unitat d'explotació, i sobretot mitjançant el risc compartit amb un explotador directe absolutament dependent de la rendibilitat d'aquesta explotació.

## Regulació
- Espanya: Llei 49/2003, de 26 de novembre, d'arrendaments rústics.
- A l'Argentina, Brasil, Bolívia, Xile, Veneçuela i El Salvador: Llei de regularització i colonització N º 6.570